# Saskatchewan (Human Rights Commission) c. Whatcott
Saskatchewan (Human Rights Commission) c. Whatcott est un arrêt de principe de la Cour suprême du Canada concernant les propos discriminatoires, les publications haineuses et la liberté de religion.

## Les faits
En 2001 et 2002, le militant Bill Whatcott sillonna Saskatoon et Regina pour distribuer dans les boîtes aux lettres des dépliants où, s'opposant à une forme d’éducation sexuelle à l'école, il demandait aux politiciens de « garder l'homosexualité en dehors des écoles publiques de Saskatoon ! » 
Le ton de ces dépliants est cru et direct. On y lit par exemple que les jeunes enfants « sont plus intéressés à jouer à Barbie et à Ken plutôt que d'apprendre comme il est merveilleux que deux hommes s'entre-sodomisent » ou encore que « les Sodomites ont 430 fois plus de risques d’attraper le sida et sont trois fois plus susceptibles de faire subir des sévices sexuels à des enfants »,.
Quatre personnes qui ont reçu les circulaires ont déposé des plaintes, alléguant que le contenu de ces circulaires « incitait à la haine contre des personnes en raison de leur orientation sexuelle » en violation de l’alinéa 14(1) b) du Code des droits de la personne de la Saskatchewan.

## Historique judiciaire antérieur

### Commission des droits de la personne de la Saskatchewan
En 2005, la commission des droits de la personne de la Saskatchewan conclut  que Whatcott avait violé le code provincial des droits de la personne pour avoir distribué des brochures dans lesquelles l'homosexualité était associée à la pédophilie, à la sodomie, et qualifiait les relations homosexuelles de « dégoûtantes ». Bill Whatcott fut condamné à payer 17 500 $ à quatre plaignants homosexuels dont les sentiments avaient été heurtés.
La commission lui ordonnait aussi d'arrêter de publier ses croyances sur l'homosexualité (une « interdiction de parler à vie » comme Whatcott la nomme). La décision de la commission a été confirmée en 2007 par la Cour du Banc de la Reine de la Saskatchewan, le tribunal de première instance de la province.

### Cour d'appel de la Saskatchewan
En février 2010, la Cour d'appel a écouté la position de M. Whatcott, et lui a donné raison, concluant que si les brochures étaient crues et offensantes, elles n'étaient toutefois pas haineuses et n'outrepassaient pas les limites de la liberté d'expression,.
La Commission des droits de la personne de la Saskatchewan a alors fait appel à la Cour suprême du Canada afin qu'elle décide de la responsabilité ou non de M. Whatcott ainsi que de la validité constitutionnelle de limiter la liberté d'expression comme le fait l'article 14 du Code saskatchewannais.

## Jugement de la Cour suprême
La Cour suprême du Canada dans un jugement unanime rendu public le 27 février 2013 trouve que deux des quatre tracts trouvés haineux par la Commission des droits de la personne de la Saskatchewan le sont, les deux autres ne l'étant pas. La Cour condamne Whatcott aux dépens et à payer 7.500 à deux homosexuels qui s'étaient plaints. Le tribunal invalide une partie de l'article 14 du Code saskatchewanais qui proscrivait toute publication qui « ridiculise, rabaisse ou porte par ailleurs atteinte à la dignité de toute personne ou catégorie de personnes ». Ne sont plus interdit que les écrits « haineux ».

## Réactions médiatiques
Les critiques ont fusé de nombreuses parts  contre cet arrêt : il maintiendrait la censure, ne permet pas que la vérité serve de défense, se base sur un concept flou (la haine), ne permet plus aux chrétiens de faire la différence entre le péché à dénoncer et le pécheur à aimer.